# Ilburnia simulans
Ilburnia simulans är en insektsart som först beskrevs av Walker 1851.  Ilburnia simulans ingår i släktet Ilburnia och familjen sporrstritar. Inga underarter finns listade i Catalogue of Life.